# خاور السيد خلف (عنافجة)
خاور السيد خلف (بالفارسية: خاورسیدخلف) هي قرية وتقع في إيران في قسم عنافجة الريفي. يقدر عدد سكانها بـ 661 نسمة .